# Rhodri ap Gruffydd
Rhodri ap Gruffydd, detto anche Principe Rhodri e Roderick FitzGriffith in inglese (Regno di Gwynedd, 1230 circa – Tatsfield, 1315 circa), è stato un nobile gallese, terzo o quarto figlio maschio di Gruffydd ap Llywelyn Fawr, signore di Llŷn, figlio illegittimo del Principe del Galles Llywelyn il Grande. Fu il nonno di Owain ap Tomas ap Rhodri, ultimo pretendente al trono del Galles del Casato di Aberffraw.
Era il fratello più giovane dei Re del Gwynedd Llywelyn III, futuro Principe del Galles, e Owain II. Era probabilmente il fratello più giovane del Dafydd III del Gwynedd, ma potrebbe anche essere più grande di lui, dato che non ci sono testimonianze accurate delle loro date di nascita.

## Biografia
Rhodri nacque all'inizio degli anni 1230. Suo padre era Gruffydd ap Llywelyn Fawr, il figlio illegittimo ma primogenito di Llywelyn il Grande, e sua madre era Senena ferch Caradog. Poco si sa dei suoi primi anni di vita tranne che alla morte di suo nonno nel 1240, suo zio Dafydd ap Llywelyn, figlio minore ma legittimo di Llywelyn il Grande, ereditò il trono del Gwynedd e del Galles e immediatamente imprigionò suo padre. Gruffydd fu successivamente ceduto da Dafydd in base ai termini del Trattato di Gwerneigron in seguito all'invasione di Enrico III d'Inghilterra nel 1241 e portato a Londra come ostaggio, dove morì nel 1244 durante un fallito tentativo di fuga dalla Torre di Londra. Sempre nel 1241, Rhodri insieme a suo fratello Dafydd ap Gruffydd furono inviati come ostaggi ad Enrico. Dafydd ap Llywelyn colse l'opportunità per dichiarare guerra ad Enrico, sconfiggendolo nell'estate del 1245 durante una seconda invasione del Galles.
Nel febbraio 1246 Dafydd morì senza eredi maschi legittimi e il trono fu ereditato ai sensi della legge gallese dai quattro figli di Gruffydd. Ne seguì una massiccia lotta tra tutti, ma negli anni 1250 il fratello maggiore di Rhodri, Llywelyn, aveva consolidato la sua posizione di principe ed escluso con successo gli altri fratelli dal potere. Rhodri solamsnte sembra non aver preso parte ai combattimenti e nel 1272 accettò di vendere i suoi diritti al trono a Llywelyn. È possibile che per imporre questa vendita sia diventato il Penteulu di Llywelyn, il che secondo la legge gallese lo escluderebbe dalla linea di successione.
Dopo la morte dei fratelli Llywelyn e Dafydd, Rhodri giurò fedeltà alla corona inglese, ricevendo nel 1282 (e forse anche prima) il maniero di Bidfield nel Gloucestershire. Si è sposò con una donna di una nobile famiglia del Cheshire e ha acquisito proprietà lì attraverso sua moglie, Beatrice de Malpas.
Alcune fonti affermano che alla sua morte abbia sposato una certa Catherine, dalla quale ebbe Thomas ap Rhodri, padre del mercenario Owain ap Tomas ap Rhodri e di Katherine, che si sposò con un uomo della famiglia Famiglia De la Pole. Nel 1309 circa, entrò in possesso del maniero di Tatsfield nel Surrey..
Rhodri morì 1315 circa. Essendo l'unico fratello sopravvissuto di Llywelyn III dopo il 1283, sarebbe stato considerato da molti un legittimo pretendente al trono di Gwynedd, e quindi anche al titolo di Principe di Galles.